# Buzzard (film)
Pour les articles homonymes, voir Buzzard.
Buzzard est un film indépendant américain réalisé par Joel Potrykus (en) et sorti en 2014.

## Fiche technique
- Titre : Buzzard
- Réalisation : Joel Potrykus (en)
- Scénario : Joel Potrykus
- Photographie : Adam J. Minnick
- Production :  Sob Noisse Movies
- Pays de production :  États-Unis
- Langue : Anglais
- Format : Couleur
- Genre : Comédie dramatique
- Durée : 97 minutes
- Date de sortie : 
  - États-Unis : 8 mars 2014 (South by Southwest Film Festival)

## Distribution
- Joshua Burge : Marty Jackitansky
- Joel Potrykus : Derek
- Teri Ann Nelson : Carol
- Jason Roth : Kubiak
- Joe Anderson : Craig Kowalczyk
- Alan Longstreet : Gas Station Clerk

## Récompenses et distinctions
- Prix spécial du jury au festival du film de Nashville
- Mention spéciale au Festival international du film de Locarno
- Nommé dans cinq festivals, dont le festival international du film de Chicago